# Deficiencia de galactoquinasa
El déficit de galactoquinasa o galactosuria supone la deficiencia en la enzima galactoquinasa. Como consecuencia de este déficit enzimático, la galactosa procedente de la dieta no se incorpora al metabolismo de carbohidratos (galactólisis). En consecuencia, se encuentra galactosa en la orina (galactosuria), mientras que la galactosa libre que penetra en las células por el transportador GLUT-1, se transforma en galactitol por acción de la enzima aldosa reductasa. El galactitol se acumula en el cristalino, produciendo cataratas.

## Diagnóstico
El diagnóstico molecular de la enfermedad se realiza mediante la constatación de que la enzima galactoquinasa está ausente, mediante el análisis de su actividad en hematíes.

## Tratamiento
El tratamiento pasa por restringir los alimentos con gran cantidad de galactosa y de lactosa de la dieta.
- Datos: Q5517825